# Михаил Янков
Михаил Янков Михайлов, известен като Михаил „Мишо“ Янков е български футболист, роден на 24 юли 1928 г., починал на 19 февруари 1993 г.

## Кариера
Мишо Янков ще се запомни с това, че е първият голмайстор за ЦСКА, при първата победа над вечния враг Левски в мач между двата отбора в „А“ РФГ – Вечното дерби от 6 май 1951 г.